# Missing.lt
Missing.lt är det fjärde studioalbumet från den litauiska sångaren Amberlife som gavs ut år 2011. Albumet innehåller 14 låtar.

## Låtlista
1. Švęsk gyvenimą – 3:52
2. Gali nebetylėti – 3:55
3. Laivai nutols – 4:23 (med Lina Joy)
4. Kitame laike – 4:03
5. Call You From My Heart – 3:47
6. Senos tiesos – 4:55
7. Deep Polar Night – 3:30
8. Krepšinio šalis - Lietuva – 3:30
9. Laiko mašina – 3:50 (med Atlanta)
10. Material World – 2:56
11. Running Back to Me – 4:03
12. Jūra – 3:32
13. Optimizmas – 3:46
14. Get Out Now – 3:37